# Yacht Club Canottieri Posillipo 1949
Questa voce raccoglie le informazioni riguardanti il Yacht Club Canottieri Posillipo nelle competizioni ufficiali della stagione 1949.

## Stagione
Nella stagione 1949 il Posillipo partecipa al campionato di serie B.

## Rosa
| N° |                   | Ruolo | Giocatore          |
| -- | ----------------- | ----- | ------------------ |
|    | Italia (bandiera) | P     | Mario Montuori     |
|    | Italia (bandiera) |       | Limoncelli         |
|    | Italia (bandiera) |       | Davide De Bernardo |
|    | Italia (bandiera) |       | Fabbrocino         |

| N° |                   | Ruolo | Giocatore            |
| -- | ----------------- | ----- | -------------------- |
|    | Italia (bandiera) |       | D'Agostino           |
|    | Italia (bandiera) |       | Sodo                 |
|    | Italia (bandiera) |       | Giovanni De Bernardo |